# Juana García Ugalde

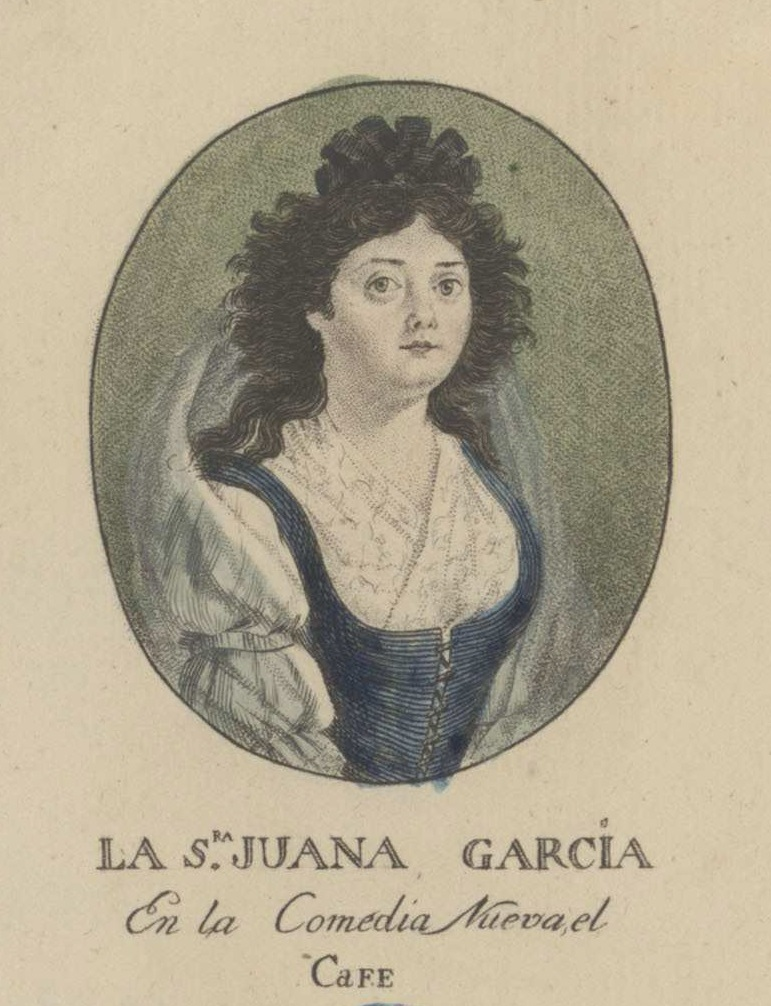
La S.^{ra} Juana García. En la Comedia Nueva, el Café. Grabado a puntos, 1792. Biblioteca Nacional de España.

Juana Ramona García Ugalde y Alcázar, actriz española. 
Nacida en Madrid en la calle de Fúcares el 23 de junio de 1764 y bautizada en la parroquia de San Sebastián, fue hija del matrimonio de tonadilleros cómicos valencianos formado por Mariana Alcázar y José García Ugalde, conocido como el Redentor. Mereció el elogio de Leandro Fernández Moratín, de quien estrenó el papel de D.ª Isabel en El viejo y la niña y el de D.ª Mariquita en La comedia nueva o el café, presentada en Madrid con notable éxito en 1792.
Rival de Rita Luna, cuyo triunfo en Madrid «la lanzó a provincias en 1795», se pierde su pista tras su jubilación en 1804, en Cádiz, donde anteriormente, en 1787, había triunfado como primera dama tras la jubilación de Pepa Figueras en la compañía de Eusebio Ribera.
Según Manuel Gómez García, «fue muy agraciada, pero de escasas cualidades».